# نولان خيطي الأوراق
نولان خيطي الأوراق (الاسم العلمي:Nolana filifolia) هو نوع نباتي يتبع جنس النولان من فصيلة الباذنجانية.